# ما فوق الجينوم
يُشير مصطلح "ما فوق الجينوم"(بالإنجليزية: Epigenome) إلى سجل التغيرات الكيميائية الفوق جينية في الحمض النووي وبروتينات الهيستون لكائن حي؛ يمكن أن تنتقل هذه التغييرات إلى نسل الكائن الحي عبر الوراثة الفوق جينية العابرة للأجيال. يمكن أن تؤدي التغييرات في ما فوق الجينوم إلى تغييرات في بنية الكروماتين وتغييرات في وظيفة الجينوم، ولكن من غير تغيير تسلسل الحمض النووي على الإطلاق.

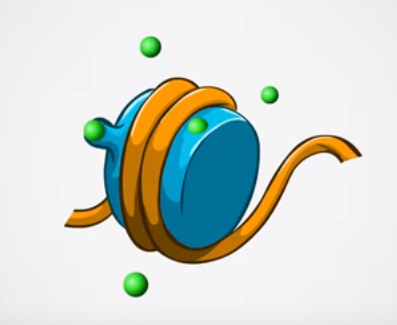
ما فوق الجينوم

يشارك ما فوق الجينوم في تنظيم التعبير الجيني، والتنمية، وتمايز الأنسجة، وكبت الجينات القافزة. على عكس الجينوم، الذي يبقى ثابتًا إلى حد كبير داخل الفرد، يمكن أن يتغير ما فوق الجينوم الخاص بالكائن الحي بشكل مستمر بسبب الظروف البيئية.

## السرطان
لا يزال علم ما فوق الجينات موضوع نشط حاليًا في أبحاث السرطان. تخضع الأورام البشرية إلى اضطراب كبير في مثيلة الدنا وأنماط تعديل الهيستون.

## روابط خارجية
- المرجع الصفحة الرئيسية لاتحاد رسم خرائط ما فوق الجينوم
- NCBI Gene Expression Omnibus Epigenomics
- أطلس ما فوق الجينوم البشري
- خارطة الطريق مركز التصور علم ما فوق الجينوم
- مركز تصور علم ما فوق الجينوم مرئيات (مركز مسار التحميل)
- متصفح ما فوق الجينوم البشري في جامعة واشنطن
- مرآة ما فوق جينوم: متصفح UCSC نسخة محفوظة 14 فبراير 2021 على موقع واي باك مشين.
- ابحاث السرطان